# Rogério Duprat
Rogério Duprat (Rio de Janeiro, 7 de fevereiro de 1932 — São Paulo, 26 de outubro de 2006) foi um compositor, arranjador e maestro brasileiro de ascendência francesa e italiana. Um dos maiores responsáveis pela ascensão da Tropicália, personalizando o som do então emergente movimento musical com arranjos bem elaborados, criativos e perfeitamente antenados com as tendências internacionais da época. Ele era o grande responsável pelos efeitos sonoros inovadores de psicodelia e experimentalismo presentes no movimento, junto ao produtor Manoel Barenbein. 
Antes de contribuir com a música popular brasileira, Rogério e seu irmão Régis Duprat assinaram o manifesto Música Nova, em 1963, ao lado de nomes como Gilberto Mendes, Willy Correa de Oliveira e Julio Medaglia - este último acabaria dividindo com Duprat a proeminência da mistura das tendências eruditas com a MPB, principalmente na Tropicália. Com influência da música erudita contemporânea europeia, o manifesto propugnava a união de tendências vanguardistas, como o serialismo e o dodecafonismo de Arnold Schoemberg, à poesia concreta. 

## Biografia
Duprat se iniciou na música por acaso. Seus primeiros instrumentos foram o violão, o cavaquinho e a gaita de boca, que tocava "de ouvido". Posteriormente teve formação erudita, participando de orquestras como a Orquestra de Câmara de São Paulo, da qual foi membro fundador em 1956. Duprat foi aluno de Karlheinz Stockhausen na Alemanha, junto do músico norte-americano Frank Zappa.
Em 1963, além de assinar o manifesto Música Nova, Duprat daria um outro passo na história da música quando, ao lado do também maestro Damiano Cozzella, usou um computador IBM 1620 da Escola Politécnica da USP para compor uma peça intitulada Klavibm II. A experiência era inédita no Brasil e pode ser encarada como precursora da chamada música eletrônica. Duprat ainda foi professor da Universidade de Brasília, da qual saiu junto com vários colegas devido à intervenção do governo militar na universidade.
Mudou-se para São Paulo em 1964 e, nos últimos anos, viveu em um sítio em Itapecerica da Serra, na Grande São Paulo.
Rogério Duprat é mais conhecido pelo seu envolvimento com o movimento tropicalista no final da década de 1960. A intenção do maestro era romper com as barreiras entre a música erudita e a música popular. Duprat arranjou canções de Gilberto Gil, Caetano Veloso, Os Mutantes, Gal Costa e Nara Leão, entre outros. O maestro ficou conhecido como o "George Martin" da Tropicália.
Nos anos 70, Duprat trabalhou com Walter Franco e o grupo O Terço. Arranjou faixas do disco Loki?, de Arnaldo Baptista, além de participar do antológico Construção, de Chico Buarque de Holanda. Também deixou registrada sua marca em arranjos de discos da disco music nacional, em especial em álbuns do grupo carioca As Frenéticas, e em trilhas sonoras originais para filmes nacionais, trabalhando, entre outros, com Walter Hugo Khouri. Foi premiado por "O Anjo da Noite" e "A Marvada Carne". Na mesma época, passou a produzir jingles publicitários. Com a progressiva perda da audição, o maestro foi se afastando do meio musical e se manteve recluso em seu sítio em Itapecerica.
Sofrendo de mal de Alzheimer e câncer de bexiga, Duprat foi internado no dia 10 de outubro. O quadro evoluiu para insuficiência renal, levando-o a falecer. Seu velório ocorreu no Museu da Imagem e do Som de São Paulo, e o corpo foi cremado no dia 27, no crematório da Vila Alpina.
Apesar do jeito pacato e do ar de senhor respeitável, o maestro não tinha limites para suas invenções. Quando o AI-5 baixou sobre a classe artística nacional, ele produziu o famoso disco branco de Caetano Veloso (1969), e como não dava para ser dito muita coisa, ele expeliu seus sentimentos de forma nada convencional: é só ouvir a faixa Acrilírico, e esperar chegar ao tempo de 1.39s, em meio a um caos sonoro ouve-se um pum, feito pelo próprio maestro. Um belo resumo do que ele pensava de tudo aquilo. "Quando ele me mostrou, achei aquilo estranho demais, mas como o respeitava muito não tive coragem de mandar mudar." - palavras de Caetano Veloso, em um documentário sobre a música brasileira dos anos 60.